# Brings/Diskografie
Diese Diskografie ist eine Übersicht über die musikalischen Werke der deutschen Mundart-Band Brings aus Köln. Ihre erfolgreichste Veröffentlichung ist die Single Kölsche Jung mit über 300.000 verkauften Einheiten.

## Alben

### Studioalben
| Jahr | Titel                         | Höchstplatzierung, Gesamtwochen, AuszeichnungChartsChartplatzierungen (Jahr, Titel, Platzierungen, Wochen, Auszeichnungen, Anmerkungen) | Anmerkungen                                                          |
| Jahr | Titel                         | DE | Anmerkungen                                                          |
| ---- | ----------------------------- | --- | -------------------------------------------------------------------- |
| 1991 | Zwei Zoote Minsche            | — | Erstveröffentlichung: 28. Januar 1991                                |
| 1992 | Kasalla                       | DE61 (9 Wo.)DE | Erstveröffentlichung: 21. Mai 1992                                   |
| 1993 | Hex ’n’ Sex                   | DE68 (9 Wo.)DE | Erstveröffentlichung: 24. Juni 1993                                  |
| 1995 | Glaube, Liebe, Hoffnung       | DE72 (7 Wo.)DE | Erstveröffentlichung: 22. Juni 1995                                  |
| 1997 | Fünf                          | — | Erstveröffentlichung: 22. August 1997                                |
| 1999 | Knapp                         | DE61 (3 Wo.)DE | Erstveröffentlichung: 11. Januar 1999                                |
| 2001 | Superjeilezick                | DE40 (7 Wo.)DE | Erstveröffentlichung: 29. Januar 2001                                |
| 2003 | Puddelrüh                     | DE32 (3 Wo.)DE | Erstveröffentlichung: 10. Februar 2003                               |
| 2004 | Poppe, Kaate, Danze           | DE86 (1 Wo.)DE | Erstveröffentlichung: 12. Januar 2004                                |
| 2005 | Su lang mer noch am Lääve sin | DE82 (3 Wo.)DE | Erstveröffentlichung: 3. Januar 2005                                 |
| 2007 | Hay! Hay! Hay!                | DE89 (1 Wo.)DE | Erstveröffentlichung: 12. Januar 2007                                |
| 2008 | Rockmusik                     | DE89 (2 Wo.)DE | Erstveröffentlichung: 21. November 2008                              |
| 2011 | Dat is geil                   | DE7 (3 Wo.)DE | Erstveröffentlichung: 15. Juli 2011                                  |
| 2014 | 14                            | DE35 (4 Wo.)DE | Erstveröffentlichung: 5. Dezember 2014                               |
| 2017 | Liebe gewinnt                 | DE50 (2 Wo.)DE | Erstveröffentlichung: 1. Dezember 2017                               |
| 2021 | Alles Tutti!                  | DE45 (2 Wo.)DE | Erstveröffentlichung: 26. November 2021 mit Beethoven Orchester Bonn |

### Livealben
| Jahr | Titel                          | Höchstplatzierung, Gesamtwochen, AuszeichnungChartsChartplatzierungen (Jahr, Titel, Platzierungen, Wochen, Auszeichnungen, Anmerkungen) | Anmerkungen                                                    |
| Jahr | Titel                          | DE | Anmerkungen                                                    |
| ---- | ------------------------------ | --- | -------------------------------------------------------------- |
| 2011 | Dat wor geil – 20 Jahre Brings | DE38 (2 Wo.)DE | Erstveröffentlichung: 25. November 2011                        |
| 2012 | Leise rieselt der Schnee       | DE44 (1 Wo.)DE | Erstveröffentlichung: 23. November 2012                        |
| 2016 | Silberhochzeit live            | DE*DE | Erstveröffentlichung: 25. November 2016 * siehe Silberhochzeit |

Weitere Livealben
- 1997: Live
- 2013: Leise rieselt der Schnee 2

### Kompilationen
| Jahr | Titel          | Höchstplatzierung, Gesamtwochen, AuszeichnungChartsChartplatzierungen (Jahr, Titel, Platzierungen, Wochen, Auszeichnungen, Anmerkungen) | Anmerkungen                        |
| Jahr | Titel          | DE | Anmerkungen                        |
| ---- | -------------- | --- | ---------------------------------- |
| 2016 | Silberhochzeit | DE9 (8 Wo.)DE | Erstveröffentlichung: 3. Juni 2016 |

Weitere Kompilationen
- 2007: Das Beste von 90–97
- 2007: Best Of
- 2011: Das brings – Die Hits der Kölner Kultband
- 2011: Classic Albums: Glaube, Liebe, Hoffnung/5 + 4

### EPs
- 1991: Zweschedurch
- 1996: Zweschedurch II

## Singles
| Jahr | Titel Album                                               | Höchstplatzierung, Gesamtwochen, AuszeichnungChartsChartplatzierungen (Jahr, Titel, Album, Platzierungen, Wochen, Auszeichnungen, Anmerkungen) | Anmerkungen                                                 |
| Jahr | Titel Album                                               | DE | Anmerkungen                                                 |
| ---- | --------------------------------------------------------- | --- | ----------------------------------------------------------- |
| 1991 | Nur mer zwei Zwei Zoote Minsche                           | DE56 (12 Wo.)DE | Erstveröffentlichung: 1991                                  |
| 2000 | Superjeilezick                                            | DE50 Gold · (22 Wo.)DE | Erstveröffentlichung: 13. Januar 2000 Verkäufe: + 250.000   |
| 2002 | Wenn et funk –                                            | DE74 (5 Wo.)DE | Erstveröffentlichung: 7. Januar 2002                        |
| 2003 | Puddelrüh                                                 | DE64 (5 Wo.)DE | Erstveröffentlichung: 6. Januar 2003                        |
| 2003 | Poppe, Kaate, Danze                                       | DE82 (1 Wo.)DE | Erstveröffentlichung: 10. November 2003                     |
| 2004 | Su lang mer noch am Lääve sin                             | DE61 (7 Wo.)DE | Erstveröffentlichung: 8. November 2004                      |
| 2005 | Man müsste noch mal 20 sein Su lang mer noch am Lääve sin | DE70 (2 Wo.)DE | Erstveröffentlichung: 6. Juni 2005                          |
| 2006 | Fußball ist unser Leben Hay! Hay! Hay!                    | DE57 (4 Wo.)DE | Erstveröffentlichung: 3. März 2006                          |
| 2007 | Nur nicht aus Liebe weinen Rockmusik                      | DE34 (13 Wo.)DE | Erstveröffentlichung: 2. November 2007                      |
| 2010 | Halleluja Dat is geil                                     | DE23 (11 Wo.)DE | Erstveröffentlichung: 8. Januar 2010                        |
| 2010 | Wir wollen niemals auseinandergeh’n Dat is geil           | DE89 (1 Wo.)DE | Erstveröffentlichung: 5. November 2010                      |
| 2012 | Dat is geil                                               | DE85 (1 Wo.)DE | Erstveröffentlichung: 20. Januar 2012                       |
| 2013 | Funkemarieche –                                           | DE73 (1 Wo.)DE | Erstveröffentlichung: 8. Februar 2013 feat. Carolin Kebekus |
| 2013 | Kölsche Jung 14                                           | DE24 Platin · (19 Wo.)DE | Erstveröffentlichung: 8. November 2013 Verkäufe: + 300.000  |
| 2015 | Polka Polka Polka 14                                      | DE19 Gold · (10 Wo.)DE | Erstveröffentlichung: 27. Februar 2015 Verkäufe: + 200.000  |
| 2016 | Jeck Yeah! Silberhochzeit                                 | DE48 (2 Wo.)DE | Erstveröffentlichung: 29. Januar 2016                       |

Weitere Singles
- 1991: Katharina
- 1991: Schenk dir mi Hätz
- 1992: Ali
- 1992: Loss di Hoor eraf
- 1992: Nix is verjesse
- 1993: Du bist
- 1993: Ehrenfeld
- 1993: Lass die Maske fallen
- 1993: Will nur dich
- 1995: Fleisch und Blut
- 1995: Heimat
- 1995: Luftschlösser
- 1997: Bis ans Meer
- 1997: Niemols im Lääve/Bis ans Meer
- 1997: Fünf
- 1999: Nit alles Jold
- 1999: Was ist mit dir?/Marie
- 1999: Knapp
- 2004: Lang vorbei/Schnee vum letzte Johr
- 2005: Alle Mann
- 2005: Hoch, Höher, Haie
- 2006: Hay! Hay! Hay!
- 2008: FC is unser Jeföhl
- 2010: Plastikstään
- 2011: Die längste Brings Single der Welt
- 2012: Halleluja (feat. Lukas Podolski)
- 2013: Die Nacht
- 2014: Es brennt (Eko Fresh feat. Brings)
- 2017: Et jeilste Land (feat. Dennis aus Hürth)
- 2019: Hück räänt et Kölsch (111-RMX)

## Videoalben und Musikvideos

### Videoalben
- 2007: Live
- 2011: Dat wor geil – 20 Jahre Brings

### Musikvideos
| Jahr | Titel                       | Regisseur(e)                       |
| ---- | --------------------------- | ---------------------------------- |
| 1991 | Schenk dir mi Hätz          |                                    |
| 1992 | Nix is verjesse             |                                    |
| 1993 | Will nur dich               |                                    |
| 1995 | Heimat                      |                                    |
| 1995 | Luftschlösser               |                                    |
| 2005 | Man müsste noch mal 20 sein | John Kolya Reichart, Carsten Simon |
| 2010 | Halleluja                   |                                    |
| 2012 | Dat is geil                 |                                    |
| 2012 | Halleluja (2012)            |                                    |
| 2013 | Kölsche Jung                | Richard Huber                      |
| 2014 | Es brennt                   |                                    |
| 2015 | Polka Polka Polka           |                                    |
| 2016 | Jeck Yeah!                  |                                    |

## Hörbücher
- 2014: Superjeilezick – Das Leben ist ein Rockkonzert (mit Gerd Köster)

## Boxsets
- 2011: 4 Alben

## Statistik

### Chartauswertung
|                     | DE     |
| ------------------- | ------ |
| Nummer-eins-Alben   | DE—DE  |
| Top-10-Alben        | DE2DE  |
| Alben in den Charts | DE17DE |

|                       | DE     |
| --------------------- | ------ |
| Nummer-eins-Singles   | DE—DE  |
| Top-10-Singles        | DE—DE  |
| Singles in den Charts | DE16DE |

### Auszeichnungen für Musikverkäufe
Anmerkung: Auszeichnungen in Ländern aus den Charttabellen bzw. Chartboxen sind in ebendiesen zu finden.
| Land/RegionAuszeichnungen für Musikverkäufe (Land/Region, Auszeichnungen, Verkäufe, Quellen) | Gold     | Platin  | Verkäufe | Quellen           |
| -------------------------------------------------------------------------------------------- | -------- | ------- | -------- | ----------------- |
| Deutschland (BVMI)                                                                           | 2× Gold2 | Platin1 | 750.000  | musikindustrie.de |
| Insgesamt                                                                                    | 2× Gold2 | Platin1 |          |                   |